# Christopher Brinchmann

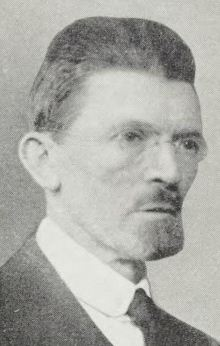
Christopher Brinchmann

Christopher Brinchmann (ur. 1864 w Leka, zm. 1940) – norweski historyk i archiwista.

## Publikacje
- Nationalforskeren P. A. Munch; hans liv og virke (1910)
- Grønlands overgang til Danmark (1922)
- Norske kongesigiller (1924)
- Norges arkivsaker i Danmark (1927)